# 구글 여행
구글 여행 또는 구글 트래블(Google Travel, 구 구글 트립스, Google Trips)은 구글에서 개발한 여행 플래너 서비스이다. 원래 2016년 9월 19일에 안드로이드 및 iOS용 모바일 앱으로 출시되었으나 2019년 8월 5일에 종료되었다.
이제 해당 서비스는 웹사이트에서만 이용 가능하다.

## 역사
2016년 9월 19일 안드로이드 및 iOS용 모바일 앱이 출시되었다. 구글은 2019년 5월 여행 계획에 데스크톱 기능을 제공하고 일부 여행 계획 기능을 구글 지도에 통합한다고 발표했다. 2019년 6월, 구글은 구글 트립스(Google Trips)에 대한 지원이 2019년 8월 5일에 종료될 것이라고 발표했다. 그런 다음 사용자는 구글 여행 웹사이트를 사용하여 여행을 계획하도록 리디렉트되었다.

## 특징
모바일 앱을 사용하기 위해서는 구글 계정이 필요하다. 구글 여행을 사용하면 사용자는 일정, 예약, 할 일 등 여러 카테고리에서 사용자 목적지에 대한 정보를 요약하여 다가오는 여행을 계획할 수 있다. 200개 이상의 주요 도시에 대한 전체 일일 가이드와 함께 중단된 앱이 출시되었다. 모바일 앱은 또한 사용자의 Gmail에서 보낸 이메일을 기반으로 여행에 대한 항공편, 호텔, 자동차 및 레스토랑 예약을 쉽게 찾을 수 있도록 했다.